# Темплинский мирный договор
Темплинский договор был заключен 24/25 ноября 1317 г., положив конец Северогерманской маркграфской войне между маркграфством Бранденбургским и возглавлявшей Северогерманский союз Данией. Во время этой войны бранденбургский маркграф Вальдемар потерпел решительное поражение в битве при Гранзее в 1316 году при Шульцендорфе между Райнсбергом и Гранзее. После битвы Бранденбург был вынужден заключить перемирие. Год спустя Темплинский договор был подписан датским королем Эриком VI, его союзником герцогом Генрихом II Мекленбургским и Вальдемаром.
Бранденбургу пришлось передать Бург-Штаргард княжеству Мекленбург, который он отвоевал у герцогства Померании в 1236 году (Кремменский договор). С тех пор эта территория останется за Мекленбургом, с 1701 года — принадлежало герцогству Мекленбург-Стрелиц. Бранденбургу также пришлось сравнять с землей замок Арнсберг (также «Аренсберг»), и сдать территории Шлаве-Столп (полученные от княжества Рюген в 1277 году и тевтонских рыцарей после Сольдинского договора 1309 года) в Померанию-Вольгаст.